# Julius Berger Tiefbau
Julius Berger Tiefbau AG – przedsiębiorstwo z zakresu budownictwa drogowego. Pierwszą siedzibę miało w Bydgoszczy.

## Historia
Założycielem przedsiębiorstwa w roku 1892 był Julius Berger – Tajny Radca Handlowy pochodzący z Sępólna Krajeńskiego. Początkowo przedsiębiorstwo nastawione była na rozbudowę głównych linii kolejowych w Prusach Wschodnich i Prusach Zachodnich. W 1910 przedsiębiorstwo przeniosło się do Berlina. W 1970 spółka Grün & Bilfinger nabyła udziały większościowe w spółce Julius Berger-Bauboag AG, która powstała z połączenie dwóch spółek – Julius Berger Tiefbau AG i Berlinische Boden-Gesellschaft AG. Połączone spółki przyjęły następnie wspólną nazwę Bilfinger & Berger Bauaktiengesellschaft.
W roku 2001 spółka zmieniła nazwę na Bilfinger Berger AG, a w 2010 na Bilfinger SE.